# Candace Wheeler
Candace Wheeler (Delhi (Nueva York) 24 de marzo de 1827 – 5 de agosto de 1923), se considera la fundadora del diseño de interiores. Fue una de las primeras diseñadoras de interiores y de textiles. Es conocida por haber abierto el campo del diseño de interiores a las mujeres al apoyar a las artesanas y promover un nuevo estilo estadounidense de diseño. Fundó la Sociedad de Arte Decorativo en 1877 en Nueva York, y la Cámara de Trabajo Femenino de Nueva York en 1878.
La figura de Wheeler se asocia a la arquitectura neocolonial, el esteticismo y el movimiento Arts and Crafts. A lo largo de su carrera se la consideró una autoridad nacional estadounidense en el campo de la decoración de interiores. También es conocida por haber diseñado el interior del Women's Building en la Exposición Mundial Colombina de Chicago de 1893.

## Infancia

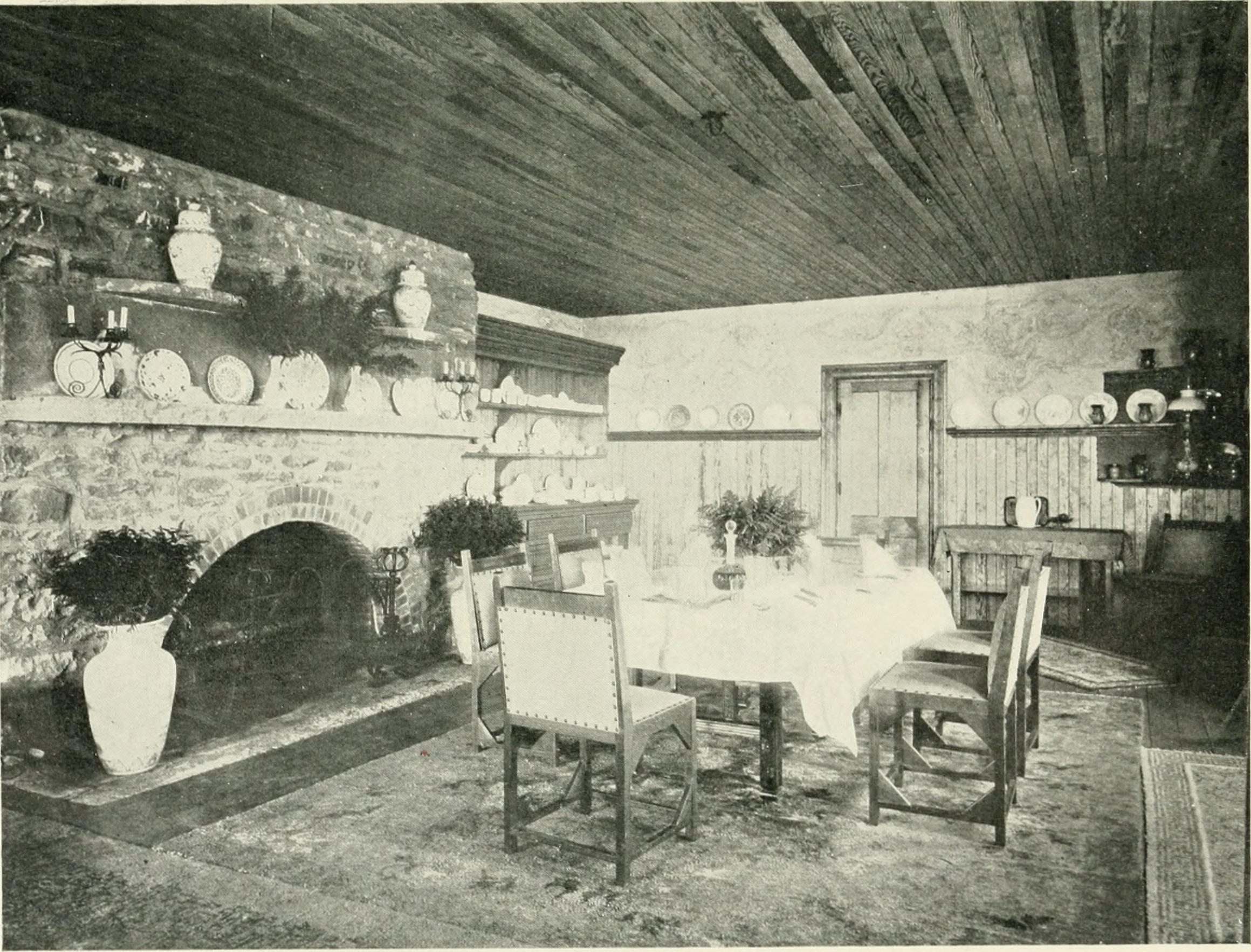
Principles of home decoration, with practical examples, Candace Wheeler, 1903

Candace Wheeler nació con el nombre de Candace Thurber, en la parte occidental de los Catskills. Sus padres fueron Abner Gilman Thurber (1797–1860) y Lucy (de soltera, Dunham) Thurber (1800–1892). Candace fue la tercera de ocho hermanos: Lydia Ann Thurber(1824-?), Charles Stewart Thurber (1826–1888), Horace Thurber (1828–1899), Lucy Thurber (1834–1893), Millicent Thurber (1837–1838), Abner Dunham Thurber (1839–1899) y Francis Beattie Thurber (1842–1907).
Wheeler tuvo una infancia feliz, aunque manifestó su incomodidad por la forma en que su padre los crio "como hace cien años". Su padre era un presbiteriano estricto, así como un abolicionista convencido. Por ello evitó que la familia utilizara cualquier producto hecho por esclavos, al extremo de utilizar azúcar de arce en vez del de caña, o tejidos de lino que cultivaba en sus campos en vez de algodón de los estados del sur. Reflexionando sobre ello, Candace llegó a la convicción de que su granja era una estación del ferrocarril subterráneo.
En el ámbito del hogar, era descrita como una persona que no ayudaba mucho con las labores domésticas. Cuidaba a sus hermanos y ayudaba a su madre a reparar prendas en mal estado. Gracias a esto último aprendió, tanto de su madre como de su abuela, nociones básicas de costura y bordado que posteriormente impulsarían su carrera profesional.
Candace asistió a una escuela infantil donde a la edad de seis años bordó sus primeras muestras.  Hacia los once o doce años comenzó a asistir a la Delaware Academy, en Delhi.

## Carrera
Cinco años después de Candace se casara con Thomas Mason Wheeler (1949), se mudaron los dos a Brooklyn. Allí conocieron a un gran grupo de artistas del que aprendieron múltiples técnicas e inspiración, que permitieron a la diseñadora desarrollar sus pinturas. Muchos de los artistas que conocía provenían del Hudson River School, pero posteriormente rompieron con los conocimientos que habían obtenido para adoptar las ideas de John Rushkin. De esta agrupación surgieron los prerrafaelitas americanos.
En 1876, Wheeler visitó la Exposición Universal de Filadelfia.  Quedó muy impresionada por la presentación de la Royal School of Art Needlework.  Pero lo que realmente le interesó más fue el bordado como negocio gestionado por mujeres en beneficio de ellas mismas.
Estando aún en Filadelfia, Wheeler tuvo la idea de crear una versión estadounidense de la Royal School que se dedicaría a "todos los artículos de manufactura femenina."  En su opinión, este modelo podría ayudar a mujeres "educadas" pero empobrecidas.  Ella tenía mucho interés por la educación y desempeño individual de las mujeres. Años después, en una carta escrita a su sobrina, Wheeler se describía "entusiasmada por la posibilidad de trabajo de un ejército de mujeres desasistidas de Nueva York que se avergonzaban de mendigar y no tenían formación laboral."

### Sociedad de Arte Decorativo de Nueva York
Wheeler fundó la Sociedad de Arte Decorativo de Nueva York en 1877. En los miembros fundadores se incluían Louis Comfort Tiffany, John LaFarge y Elizabeth Custer. La Sociedad tenían como fin ayudar a las mujeres a ganarse la vida con trabajos artesanos tales como el bordado, la costura y otras artes decorativas. La Sociedad ponía especial énfasis en los miles de mujeres que habían quedado en la indigencia al final de la Guerra de Secesión. Wheeler pidió a las mujeres de la alta sociedad neoyorkina que apoyaran un taller en el cual se realizarían productos de alta calidad que se venderían para obtener ingresos. La Sociedad alcanzó los quinientos subscriptores en tres años.
Se reclutó a artistas importantes para la formación.  Wheeler ayudó a lanzar sociedades similares en otras ciudades, como Chicago, San Luis, Hartford, Detroit, Troy and Charleston.

### Tiffany & Wheeler
En 1879, Candace Wheeler y Louis Comfort Tiffany fundaron la empresa de decoración de interiores Tiffany & Wheeler.  Esta firma decoró algunos edificios significativos, tanto público como privados, de finales del siglo XIX. Entre estos se encontraban la Sala de Veteranos del Arsenal del Séptimo Regimiento, el Teatro de Madison Square, el Union League Club, la casa George Kempy y el salón de la casa de Cornelius Vanderbilt II. También diseñaron el interior de la casa de Mark Twain.
Tiffany & Wheeler se conoce también como Tiffany & Co., Associated Artists.  Los socios fueron Louis Comfort Tiffany, Candace Wheeler, William Pringle Mitchell, and Lockwood de Forest.

### Associated Artists

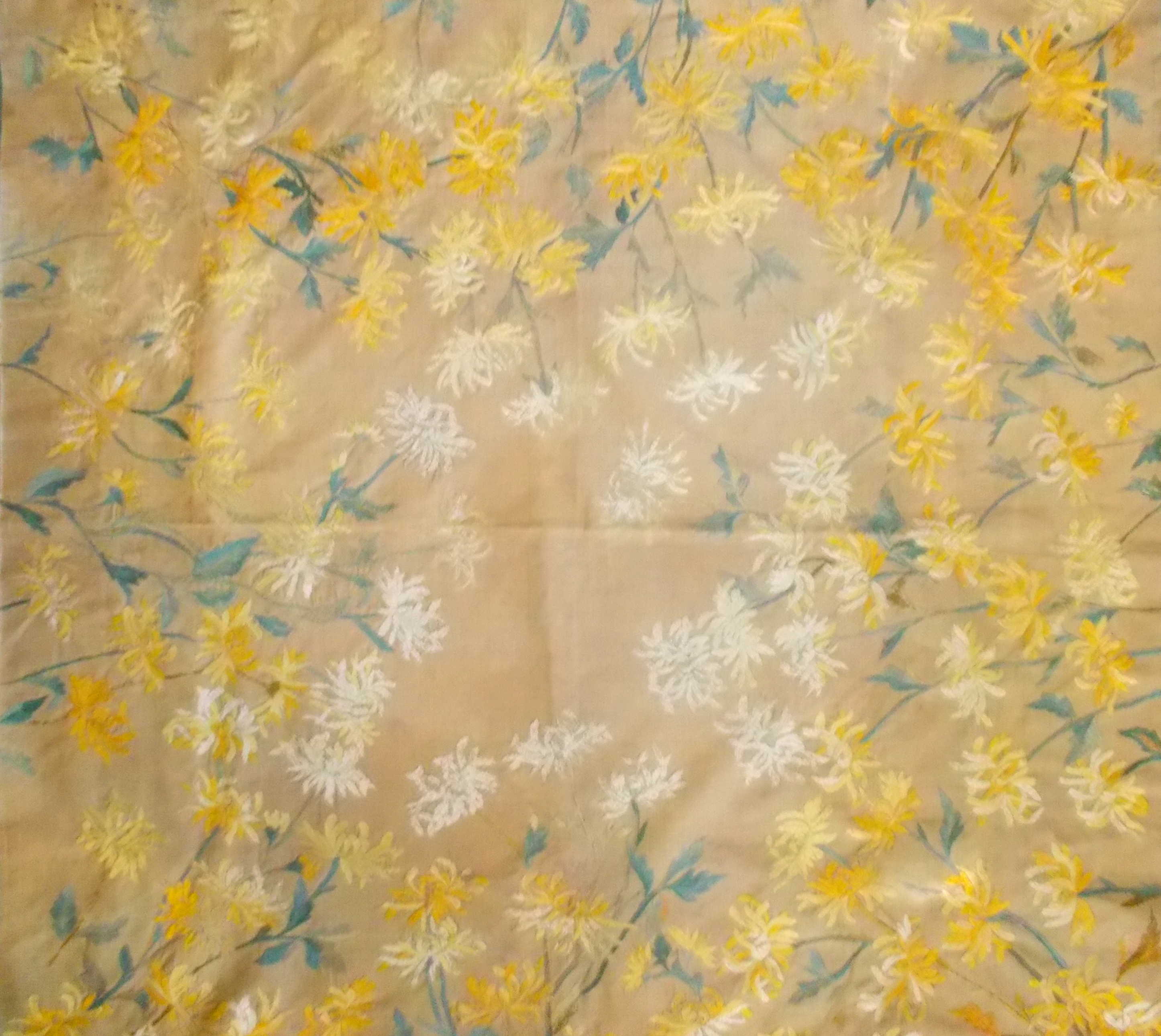
Tapete de sobremesa bordado. Associated Artists, 44" x 44", tela bordada con hilo de seda, circa 1900

En 1883, Wheeler formó su propia firma textil con el nombre de Associated Artists.  La empresa producía una amplia gama de textiles, que incluía tapices y cortinajes.  Associated Artists era conocida especialmente por sus sedas cambiantes, tejidas con dos hilos, su color dependía de la luz.
Los clientes más ricos podían crear sus propios tejidos personalizados. Así Andrew Carnegie encargó un damasco con el cardo escocés para su uso personal y Lillie Langtry ordenó un bordado floral plata y gris para su dormitorio.
Al mismo tiempo, Wheeler se aseguró de que sus productos llegaran al gran público, con la creación de diseños fácilmente mecanizables.  Entre 1884 y 1894, Cheney Brothers produjo más de 500 tejidos para Associated Artists que se distribuyeron por todos los Estados Unidos en todo tipo de mercado.

### Onteora
En 1887, junto con su marido y su hermano, Wheeler fundó una colonia de artistas en los Catskill llamada Onteora.  La colonia llegó a poseer dos mil acres de terreno.

### Exposición Universal de Chicago
En 1893, a los 66 años, se pidió a Wheeler que decorara el interior del Woman's Building de la Exposición Universal de Chicago,y que organizase la exhibición de artes aplicadas del estado de Nueva York en la misma exposición.  El Woman's Building fue supervisado por Bertha Palmer y diseñado por la arquitecta Sophia Hayden. Las artistas representadas en el Woman's Building incluían a Alice Rideout, Mary Cassatt y a la misma hija de Wheeler, Dora Wheeler Keith.  El edificio estaba lleno de muestras de bellas artes, artesanía, productos industriales y especialidades étnicas y regionales de todo el mundo.
Unos paneles que rodeaban la gran rotonda del Woman's Building enumeraban los ''nombres dorados de las mujeres que en los siglos pasados y presentes han honrado a la raza humana,'' una lista que se refleja en los nombres que aparecen en el suelo en la obra de Judy Chicago The Dinner Party.

### Actividad posterior
Wheeler dedicó mucha de su vida posterior a escribir libros y artículos sobre las artes decorativas y textiles, así como obras de ficción. Publicó su último libro en 1921.

## Vida personal
Candace conoció a Thomas Mason Wheeler (1818-1895) durante un viaje a la ciudad de Nueva York en 1843.  Al cabo de un año, se casaron.  El matrimonio tuvo cuatro hijos:
- Candace Thurber Wheeler (1845–1876), que se casó con Lewis Atterbury Stimson (1844–1917), y fue la madre de Henry L. Stimson, quien sería Secretario de Estado de los Estados Unidos.[14]
- James Cooper Wheeler (1849–1912), que se casó con Annie Morris Robinson el 4 de octubre de 1878.[15]
- Dora Wheeler (1856–1940),[16] que se casó con Boudinot Keith (1859–1925)[17]
- Dunham Wheeler (1861–1938)

Wheeler falleció el 5 de agosto de 1923 a los 96 años.